# Gregorio Rosa Chávez
José Gregorio Rosa Chávez (sinh 1942) là một Hồng y của Giáo hội Công giáo Rôma, hiện giữ chức vụ Giám mục Phụ tá Tổng Giáo phận San Salvador, El Salvador.

## Tiểu sử
Hồng y Chávez sinh tại Sociedad vào ngày 3 tháng 9 năm 1942. Chàng thanh niên Chávez theo học triết học và thần học tại Đại Chủng viện San José de la Montaña ở San Salvador trong khoảng thời gian từ năm 1962 đến năm 1964, sau đó tiếp tục trong từ năm 1966 đến năm 1969. Trong khảong thời gian tu tập, năm 1965, thầy đã làm việc tại tiểu chủng viện của giáo phận San Miguel.
Ngày 24 tháng 1 năm 1970, Phó tế Chávez được thụ phong linh mục. Sau khi được thụ phong, Tân linh mục được chọn làm thư ký Tòa Giám mục giáo phận San Miguel, và ông đã giữ chức vụ này cho đến năm 1973. Cũng trong thời gian này, ông là linh mục quản xứ giáo xứ Đức Mẹ Mân Côi, thuộc thành phố San Miguel. Song song với các nhiệm vụ trên, vị linh mục trẻ còn đảm nhận chức vụ giám đốc truyền thông xã hội của giáo phận, làm tuyên úy cho nhiều hiệp hội và phong trào tông đồ giáo dân.
Linh mục Chávez được cử đi du học, ông theo học tại Đại học Công giáo Leuven, Bỉ từ năm 1973 đến năm 1976, tốt nghiệp với văn bằng Cao Học về Truyền thông xã hội. Sau khi trở về nước, năm 1977, linh mục Chá-vez được Tổng giám mục Oscar Romero chọn làm chánh văn phòng truyền thông của tổng giáo phận San Salvador. Ngoài ra, linh mục Chá-vez còn điều hành một đài phát thanh Công giáo, giám đốc đại chủng viện San José de la Montaña ở San Salvador từ 1977 đến 1982, thành viên hội đồng quản trị của Tổ chức Các Chủng viện Mỹ Latinh từ 1979 đến 1982.
Ngoài tiếng mẹ đẻ là tiếng Tây Ban Nha, ông nói thông thạo tiếng Pháp, và có kiến thức tổng quát về tiếng Anh, tiếng Bồ Đào Nha và tiếng Ý.
Tòa Thánh công bố bổ nhiệm ông làm giám mục phụ tá của Tổng giáo phận San Salvador ngày 17 tháng 2 năm 1982. Lễ tấn phong cho Tân giám mục cử hành sau đó vào ngày 3 tháng 7 cùng năm. Ngày 28 tháng 6 năm 2017, Giáo hoàng Phanxicô vinh thăng ông làm Hồng y. Ngoài làm Hồng y, giám mục Phụ tá, hiện nay, ông còn đảm nhiệm vị trí linh mục chính xứ giáo xứ San Francisco tại San Salvador, chủ tịch của Caritas Mỹ Châu Latinh và vùng Caribê, giám đốc Caritas El Salvador.

## Hình ảnh khác

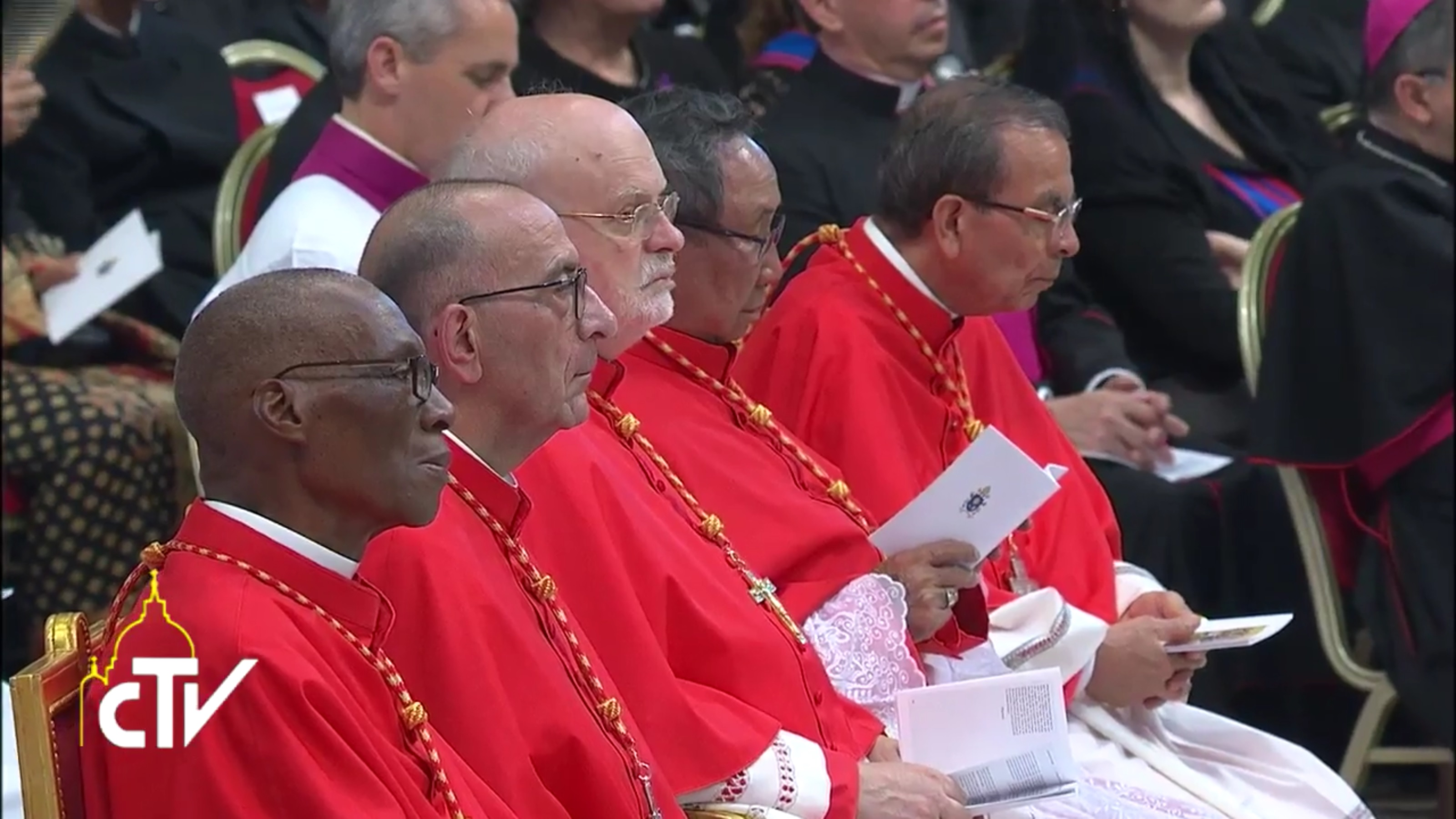
5 Tân Hồng y trong công nghị ngày 28 tháng 6 năm 2017. HY Chávez đầu tiên từ phải sang